# Michael Durant
Michael J. "Mike" Durant (nascido em 23 de julho de 1961) é um ex-piloto, empresário e autor americano. Foi membro do 160.º Regimento de Operações Especiais de Aviação (Night Stalkers) com a patente de Warrant Officer. Aposentou-se do Exército como Comandante Chefe do helicóptero Blackhawk Master Aviator no 160º SOAR depois de participar das operações de combate Prime Chance, Just Cause e Tempestade no Deserto, e também Serpente Gótica, no qual ele foi brevemente preso em 1993 depois de uma incursão na Somália. Seus prêmios incluem a Distinguished Service Medal, Cruz Voadora Distinta com Cluster de Folha de Carvalho, Estrela de Bronze com Dispositivo de Valor, Coração Púrpura, Medalha de Serviço Meritório, três Medalhas Aéreas, Medalha de Prisioneiro de Guerra, e muitas outras.

## Vida e carreira
Nascido em Berlim, New Hampshire, filho de Leon e Louise Durant, ele ingressou no Exército dos EUA em agosto de 1979. Após o treinamento básico, ele frequentou o Defense Language Institute e foi então designado para o 470o Grupo de Inteligência Militar em Fort Clayton, no Panamá, como operador de interceptação de voz em espanhol. Ele então completou o treinamento de vôo de helicóptero em Fort Rucker, Alabama. Durante a escola de vôo, voou o TH-55 treinador e UH-1 helicópteros.
Após a nomeação para o Mandado de Autorização 1 em novembro de 1983, ele completou o Curso de Qualificação de Aviadores Blackhawk UH-60 e foi designado para a 377ª Companhia de Evacuação Médica em Seul, Coréia do Sul. Quando tinha 24 anos, voou mais de 150 missões de evacuação médica no UH-1 e no UH-60. Após 18 meses, ele se mudou para o 101º (Divisão) do Batalhão de Aviação em Fort Campbell, Kentucky. Como Chief Warrant Officer 2, ele participou do curso piloto de instrutor e realizou missões de assalto aéreo no UH-60. A Durant ingressou no 160º Regimento de Operações Especiais de Aviação (SOAR) em 1º de agosto de 1988. Designado para a D Company, ele desempenhou funções como Flight Lead e Standardization Instructor Pilot. Ele participou de operações de combate Prime Chance ; Apenas causa ; e a Operação Tempestade no Deserto, onde ele foi o primeiro piloto de helicóptero dos EUA a atirar em um lançador de mísseis SCUD.
Durante a Operação Serpente Gótica na Somália, Durant foi o piloto do helicóptero "Super Six Four". Seu helicóptero foi o segundo MH-60L de dois helicópteros Black Hawk a cair durante a Batalha de Mogadíscio em 3 de outubro de 1993. Depois que seu helicóptero foi atingido na cauda por uma granada propelida por foguete, ele caiu cerca de um quilômetro e meio a sudoeste do alvo da operação.
Durant e sua tripulação de três, Bill Cleveland, Ray Frank e Tommy Field, ficaram gravemente feridos no acidente. Durant sofreu uma vértebra esmagada nas costas e uma fratura composta do fêmur esquerdo. Dois atiradores da Força Delta, o MSG Gary Gordon e o SFC Randy Shughart, estavam fornecendo fogo supressivo do ar em somalis hostis que estavam convergindo para o local do acidente. Ambos se voluntariaram para a inserção no solo para proteger a tripulação e se unir a Durant na luta contra o avanço dos somalis. Durante a ação a dupla matou cerca de 25 somalis antes que ficassem sem munição. Eles logo foram cercados e mortos juntamente com Cleveland, Frank e Field. Tanto Gordon quanto Shughart receberam a Medalha de Honra postumamente por seu heroísmo nesta ação. A milícia capturou Durant, o único sobrevivente, e o mantiveram em cativeiro por 11 dias. Durante a maior parte de sua prisão, ele foi pessoalmente protegido e cuidado por Abdullahi "Firimbi" Hassan, um médico e ministro da propaganda do general somali Mohamed Farrah Aidid, apesar de ter sido baleado em seu braço por um intruso membro da milícia. Aidid então libertou Durant e um soldado nigeriano que havia sido capturado anteriormente sob custódia do Comitê Internacional da Cruz Vermelha.
Depois de ser libertado e se recuperar na Base Aérea de Landstuhl, na Alemanha, Durant voltou a voar com o 160º SOAR. Ele se aposentou do exército em 2001, com mais de 3.700 horas de vôo, mais de 1.400 dos quais foram pilotados com óculos de visão noturna. Ele agora oferece seminários para militares sobre manobras de helicópteros e operações de Busca e Resgate de Combate (CSAR).
Durant fala sobre a invasão da Somália e as experiências que teve em cativeiro. Ele falou extensivamente com o ator Ron Eldard, que o retratou no filme Black Hawk Down, que narra os acontecimentos do ataque.
Em 2003, Durant publicou um livro, In the Company of Heroes, no qual ele narrou sua carreira militar e seu cativeiro.
Durant era membro da equipe de veteranos de Bush-Cheney '04 e da equipe de veteranos de McCain '08. Nesta capacidade política para McCain, ele criticou o provável candidato presidencial democrata, o senador Barack Obama, por ter cancelado uma viagem planejada ao Centro Médico Regional de Landstuhl (LRMC) perto da Base Aérea de Ramstein na Alemanha, onde ele pretendia visitar a Europa. Baixas americanas das guerras do Iraque e do Afeganistão. Durant disse que achava isso inadequado para um potencial comandante em chefe. Obama sentiu que não queria explorar a visita em benefício de sua campanha, antes da eleição, mas telefonou para os que estavam recuperando pacientes militares e também fez uma visita a um hospital militar em Bagdá e a tropas no Afeganistão. O general aposentado da Força Aérea Scott Gration, que assessorou a campanha e viajou com Obama na viagem, disse: "O senador Obama não quis fazer uma viagem para ver nossos guerreiros feridos serem percebidos como um evento de campanha quando sua visita foi para mostrar sua apreciação por nossas tropas e decidiu não ir ".
Durant detém uma Licenciatura em aeronáutica profissionais e uma licenciatura MBA em gestão de aviação da Universidade Aeronáutica Embry-Riddle. Ele é proprietário, presidente e CEO da Pinnacle Solutions, uma empresa de serviços de engenharia sediada em Huntsville, Alabama. A Pinnacle Solutions é especializada em treinamento de aviação e no desenvolvimento de sofisticados dispositivos de treinamento, como simuladores de aeronaves de alta fidelidade. Ele e sua esposa, Lisa, têm seis filhos.

## Trabalho
- Durant, Michael & Hartov, Steven. In the Company of Heroes. [S.l.: s.n.] ISBN 0-399-15060-9  Durant, Michael & Hartov, Steven. In the Company of Heroes. [S.l.: s.n.] ISBN 0-399-15060-9  Durant, Michael & Hartov, Steven. In the Company of Heroes. [S.l.: s.n.] ISBN 0-399-15060-9
- Durant, Michael & Hartov, Steven. The Night Stalkers. [S.l.: s.n.] ISBN 0-399-15392-6  Durant, Michael & Hartov, Steven. The Night Stalkers. [S.l.: s.n.] ISBN 0-399-15392-6  Durant, Michael & Hartov, Steven. The Night Stalkers. [S.l.: s.n.] ISBN 0-399-15392-6